# Magerrasen-Laufwolf
Der Magerrasen-Laufwolf (Pardosa monticola), auch Magerrasen- oder Bergwolfspinne genannt, ist eine Spinne aus der Familie der Wolfspinnen (Lycosidae). Die paläarktische Art zählt zu den häufigen Vertretern dieser Familie.

## Merkmale

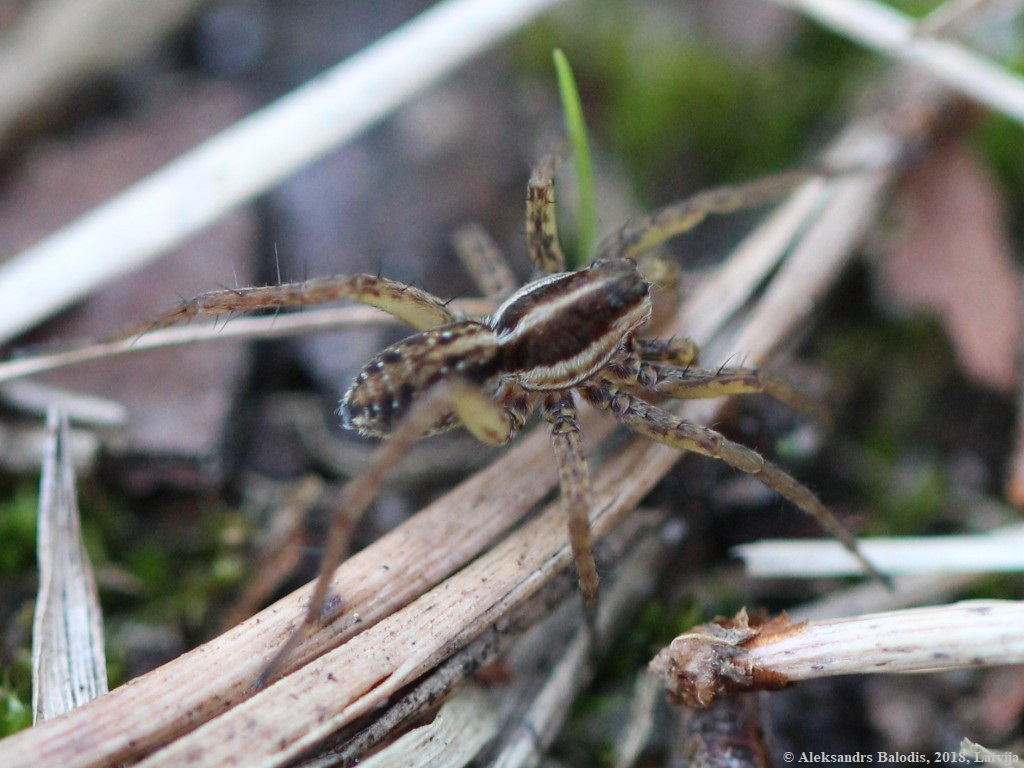
Männchen

Das Weibchen des Magerrasen-Laufwolfs erreicht eine Körperlänge von fünf bis sieben und das Männchen eine von vier bis fünf Millimetern. Damit zählt der Magerrasen-Laufwolf wie alle Laufwölfe (Pardosa) zu den kleineren Wolfspinnen.
Das Prosoma (Vorderkörper) ist dunkelbraun und mit drei hellen Längsstreifen versehen. Einer verläuft dorsal und verschmälert sich nach hinten. Die beiden anderen verlaufen lateral am Rand des Prosomas und werden nicht selten durch einen weiteren dunklen Längsstreifen in je zwei weitere geteilt. Das Prosoma weist eine Länge von 2,3 bis 2,7 Millimetern auf.
Die Beine besitzen eine hellbraune Grundfärbung. Sie sind auf der Dorsalseite gefleckt und geringelt. Dies trifft besonders auf die Tibien (Beinschienen) und Metararsen (Fußglieder) des dritten und vierten Beinpaares zu.
Das Opisthosoma (Hinterleib) ist braun gefärbt und mit einem rötlichfarbenen und pfeilförmigem Strich versehen. Weiter hinten zeigt das Opisthosoma gelbrote Flecken und schwarze Punkte.

### Aufbau der Geschlechtsorgane
Die paarigen Bulbi (männliche Geschlechtsorgane) weisen je eine kleine und schmale Terminalapophyse (chitinisierter Fortsatz) auf.
Die Epigyne (weibliches Geschlechtsorgan) ist mit mehr oder weniger parallel verlaufenden Septumrändern, die auch nach hinten etwas verbreitert sein können, versehen. Das Septum ist länger als breit.

### Ähnliche Arten

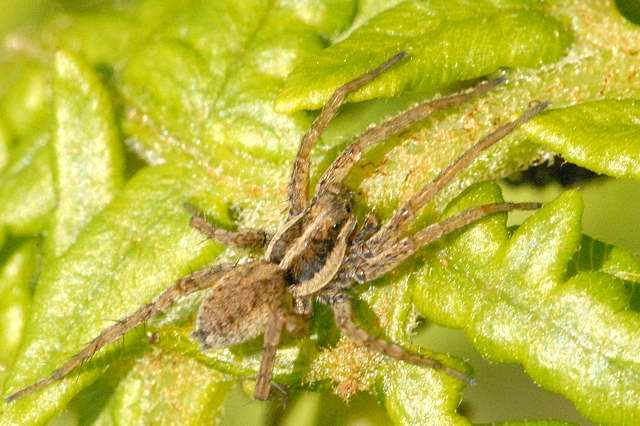
Weibchen des Wiesenlaufwolfs (Pardosa palustris)

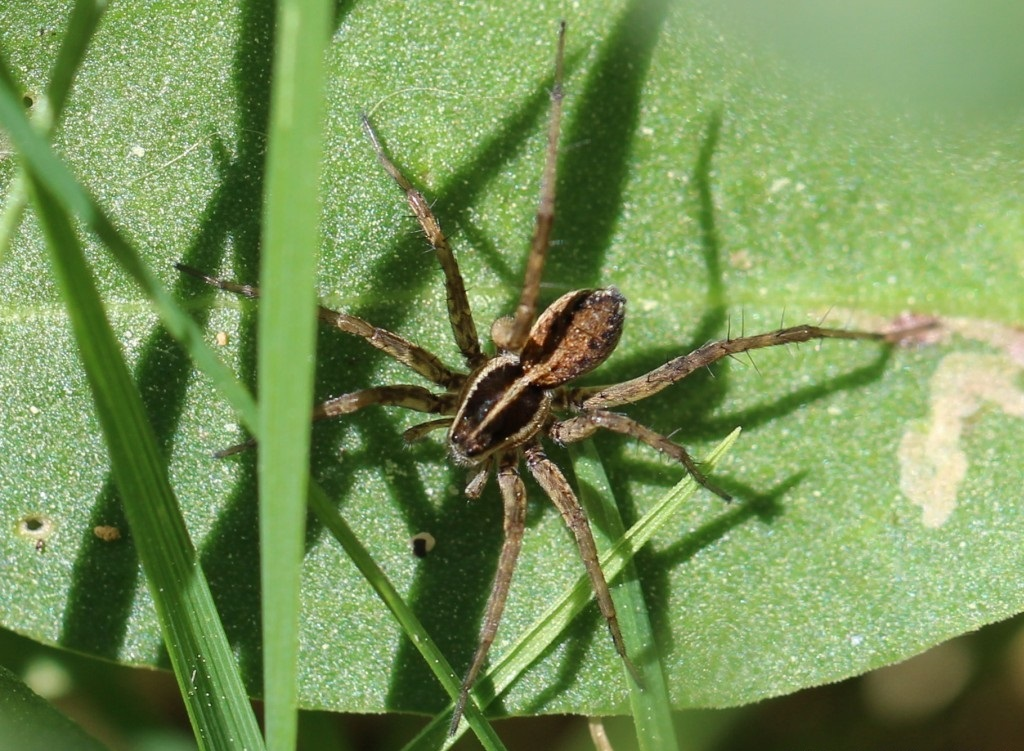
Weibchen des Ackerlaufwolfs (Pardosa agrestris)

Es gibt drei weitere Arten der Laufwölfe (Pardosa), die dem Magerrasen-Laufwolf sehr ähnlich sehen und mit denen er eine Artengruppe bildet.
Eine Art davon ist der Ackerlaufwolf (P. agrestris). Bei dem das zentrale und helle Medianband nach vorne hin nicht verbreitert ist. Entfernt bestehen auch Ähnlichkeiten mit dem ebenfalls zur Artengruppe zählenden Variablen Laufwolf (P. agricola). Bei diesem erscheinen die hinteren Seitenaugen dorsal betrachtet fast am Rand des Prosomas. Außerdem sind die Beine des Variablen Laufwolfs gelb gefärbt und deutlich geringelt.
Die meisten optischen Gemeinsamkeiten bestehen aber mit dem Wiesenlaufwolf (P. palustris), von dem sich der Magerrasen-Laufwolf durch genitalmorphologische Merkmale sicher unterscheiden lässt. Außerdem erscheinen die Beine des Wiesenlaufwolfs ebenfalls gelblicher und die Femora (Schenkel) dorsal deutlich dunkel gefleckt.

## Vorkommen

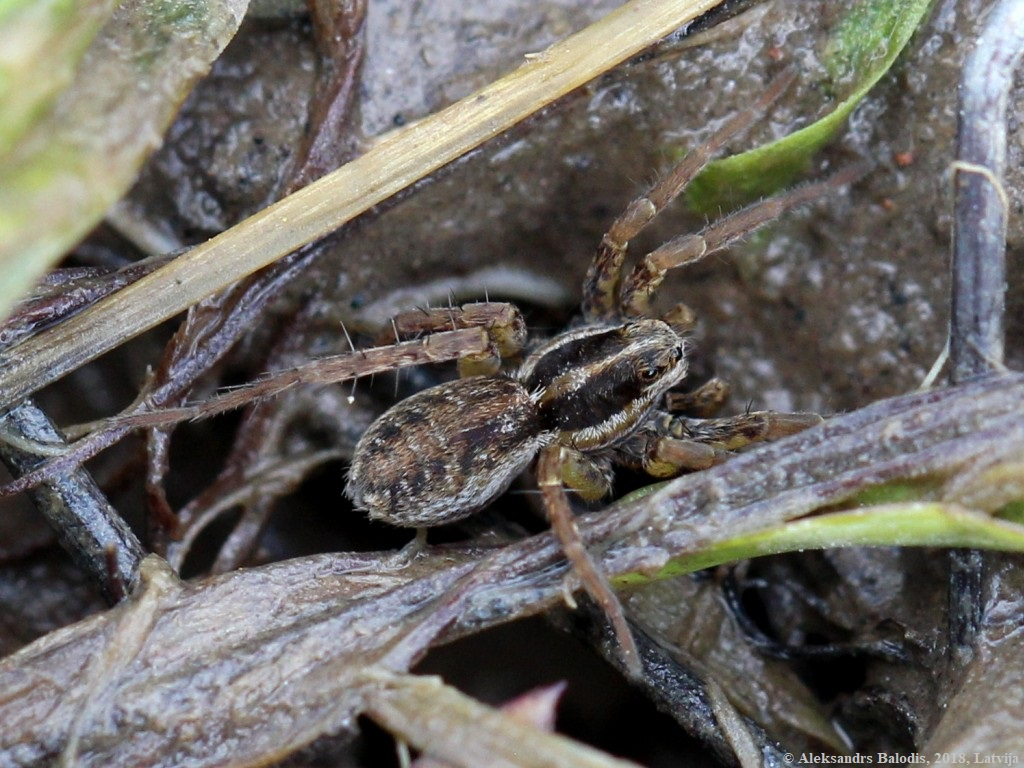
Magerrasen-Laufwolf in Lettland

Der Magerrasen-Laufwolf ist in Europa, der Türkei und Georgien vertreten. Dabei ist er besonders in West- und Mitteleuropa einschließlich der Britischen Inseln anzutreffen, ist auf diesen aber bevorzugt im Norden und im Zentrum Schottlands verbreitet.

### Lebensräume

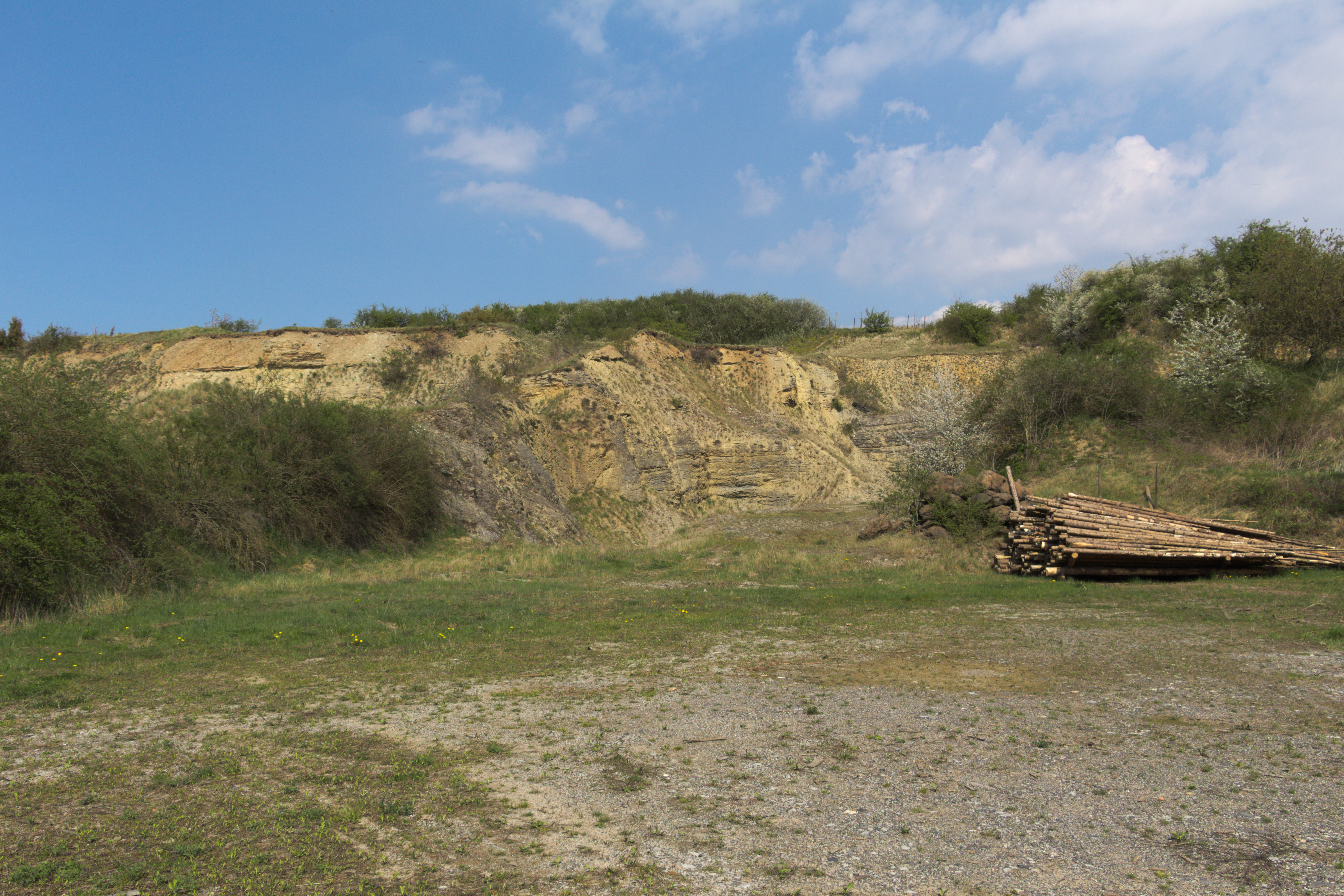
Magerrasen bei Lauterbach in Hessen, ein Beispiel für Habitate, in denen der Magerrasen-Laufwolf vorkommen kann.

Der Magerrasen-Laufwolf bewohnt entsprechend seinem Trivialnamen bevorzugt trockene Gebiete, darunter besonders welche an felsigen oder steinigen Hängen. Die Art ist aber auch in feuchten Lebensräumen nachgewiesen. Der Magerrasen-Laufwolf kann bis zu einer Höhe von etwa 2000 Metern angetroffen werden. Bevorzugt werden besonders kalksteinhaltige Rasenflächen und feste Dünen. Der Magerrasen-Laufwolf wurde aber auch schon in anderen Graslandschaften wie Wiesen und Heiden nachgewiesen. Am häufigsten ist die Art in den von Menschenhand wenig beeinflussten Biotopen dieser Art vorzufinden.
In Wiltshire beispielsweise ist der Magerrasen-Laufwolf nahezu ausschließlich auf Kurzrasen oder Kreideflächen nachgewiesen.

### Bedrohung und Schutz
Gebietsweise kann der Magerrasen-Laufwolf häufig angetroffen werden. Er wird in der Roten Liste gefährdeter Arten Tiere, Pflanzen und Pilze Deutschlands als „ungefährdet“ gestuft und genießt dementsprechend keinem Schutz.
Der globale Bestand der Art wird von der IUCN nicht erfasst.

## Lebensweise
Der Magerrasen-Laufwolf ist wie alle Laufwölfe tagaktiv und legt anders als andere Wolfspinnen keine selbstgegrabenen Wohnröhren an. Die Art lebt freilaufend am Boden.

### Jagdverhalten und Beutefang
Der Magerrasen-Laufwolf lebt wie nahezu alle Spinnen räuberisch und erlegt wie die Mehrzahl der Wolfspinnen Beutetiere freilaufend und dementsprechend ohne Fangnetz. Wie die anderen Arten der Familie mit dieser Jagdweise nimmt die Spinne Beutetiere mithilfe des gut entwickelten Sehsinns wahr und überwältigt diese nach einem Sprung und einem unmittelbar darauf folgenden Biss, bei dem das Spinnengift verabreicht und das jeweilige Beutetier somit außer Gefecht gesetzt wird.

### Lebenszyklus
Wie bei vielen in den gemäßigten Klimazonen verbreiteten Spinnenarten, ist auch der Lebenszyklus des Magerrasen-Laufwolfs von den Jahreszeiten abhängig und beläuft sich über mehrere Phasen.

#### Phänologie
Die Aktivitätszeit des Magerrasen-Laufwolfs verläuft über einen Großteil des Jahres und erstreckt sich bei den Weibchen auf den Zeitraum zwischen Februar und Oktober. Beim Männchen ist die Aktivitätsspanne von März bis September nur geringfügig kürzer. Ausgewachsene Exemplare der Art sind aber auf jeden Fall vom frühen bis zum mittleren Sommer aktiv, die Weibchen häufig auch noch später.

#### Fortpflanzung

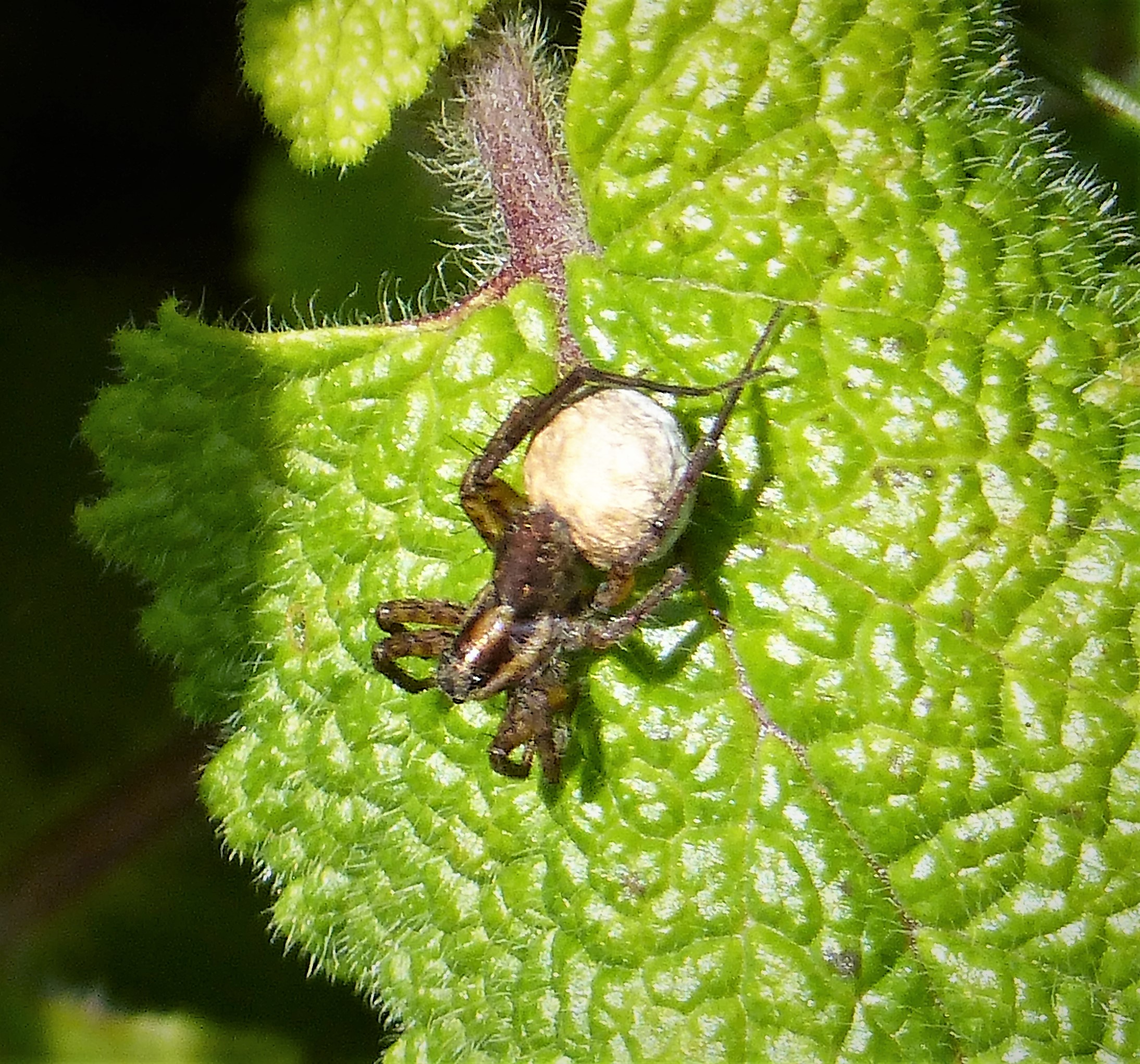
Weibchen mit Eikokon

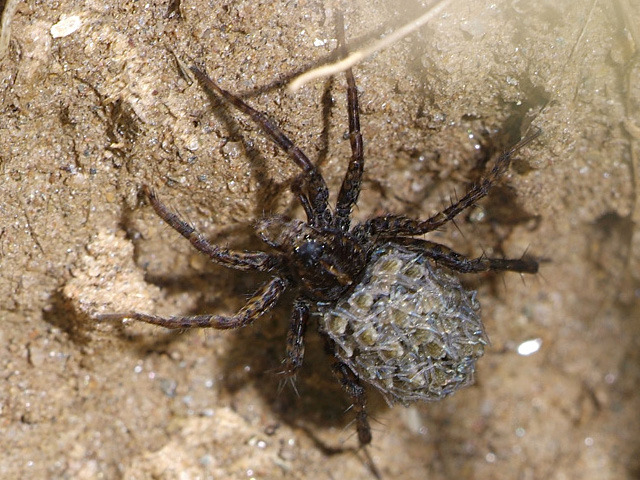
Weibchen mit Jungtieren

Das Fortpflanzungsverhalten des Magerrasen-Laufwolfs entspricht dem anderer Wolfspinnen und so vollführt auch hier das Männchen gegenüber einem Weibchen einen artspezifischen Balztanz. Dieser umfasst bei dieser Art zitternde Bewegungen des Opisthosomas und ein abwechselndes Auf- und Abheben der Pedipalpen (umgewandelte Extremitäten im Kopfbereich). Eine Paarung erfolgt bei erwiderter Bereitschaft zu dieser seitens des Weibchens.
Einige Zeit danach fertigt das Weibchen einen Eikokon an, der wie bei allen Wolfspinnen von diesem an den Spinnwarzen angeheftet transportiert wird. Die Jungspinnen klettern nach dem Schlupf auf das Opisthosoma der Mutter (das ist eine weitere Eigenart bei allen Wolfspinnen) und lassen sich von dieser einige Zeit tragen, ehe sie sich von dieser trennen. Die Jungspinnen überwintern und erlangen im Folgejahr die Geschlechtsreife.

## Systematik
Der Magerrasen-Laufwolf wurde bei seiner Erstbeschreibung im Jahr 1757 vom Erstbeschreiber Carl Alexander Clerck wie damals alle Spinnen in die Gattung Araneus (heute die Gattung der nicht näher verwandten Kreuzspinnen) eingegliedert und erhielt die Bezeichnung Araneus monticola. Die heutige Bezeichnung Pardosa monticola, mit der die Spinne in die Gattung Pardosa eingeordnet wurde, erfuhr erstmals 1876 durch Eugène Simon Verwendung und wurde mit einigen Abweichungen durchgehend verwendet.
Der Artname monticola stammt aus der lateinischen Sprache und bedeutet "bergbewohnend", obgleich der Magerrasen-Laufwolf auch in nicht gebirgigen Habitaten angetroffen werden kann.
Der Magerrasen-Laufwolf hat überdies vier Unterarten:
- P. m. ambigua Simon, 1937
- P. m. minima Simon, 1876
- P. m. monticola Clerck, 1757
- P. m. pseudosaltuaria Simon, 1937